# Les Souvenirs de Maurin des Maures
Pour les articles homonymes, voir Les Souvenirs (homonymie).
Pour plus de détails, voir Fiche technique et Distribution.
Les Souvenirs de Maurin des Maures est un court métrage français réalisé par André Hugon, sorti en 1950.

## Fiche technique
- Titre original : Les Souvenirs de Maurin des Maures
- Réalisation : André Hugon
- Photographie : Marcel Lucien
- Montage : Louise Mazier
- Société de production : Films André Hugon
- Pays d'origine : France
- Format : Noir et blanc
- Genre : court métrage
- Date de sortie : 1950

## Distribution
- Antonin Berval
- Jean Aquistapace
- Nicole Vattier
- Colette Lerins
- Pierre Franel